# Přemyslovice
Přemyslovice (en allemand : Ulrichsdorf-Neustift) est une commune du district de Prostějov, dans la région d'Olomouc, en République tchèque. Sa population s'élevait à 1 244 habitants en 2023.

## Géographie
Přemyslovice se trouve à 6 km au sud-est du centre de Konice, à 14,5 km au nord-ouest de Prostějov, à 22 km à l'ouest-sud-ouest d'Olomouc et à 237 km à l'est-sud-est de Prague.
La commune est limitée par Budětsko, Konice et Laškov au nord, par Pěnčín et Čechy pod Kosířem à l'est, par Hluchov et Ptení au sud, par Stražisko au sud-ouest, et par Konice à l'ouest.

## Histoire
La première mention écrite de la localité date de 1309.

## Administration
La commune se compose de deux sections :
- Přemyslovice
- Štarnov

## Galerie

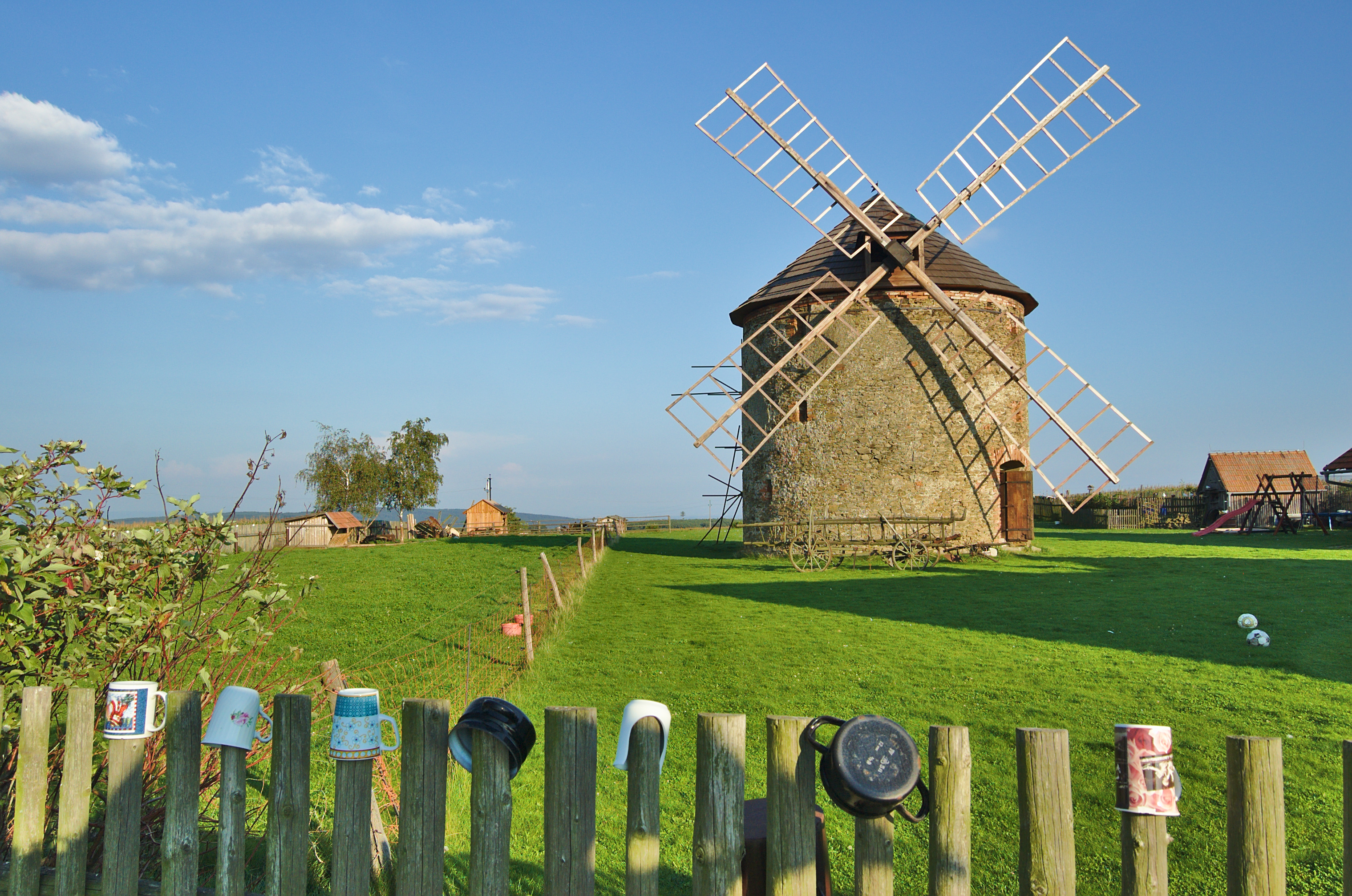
Moulin de Větrný.
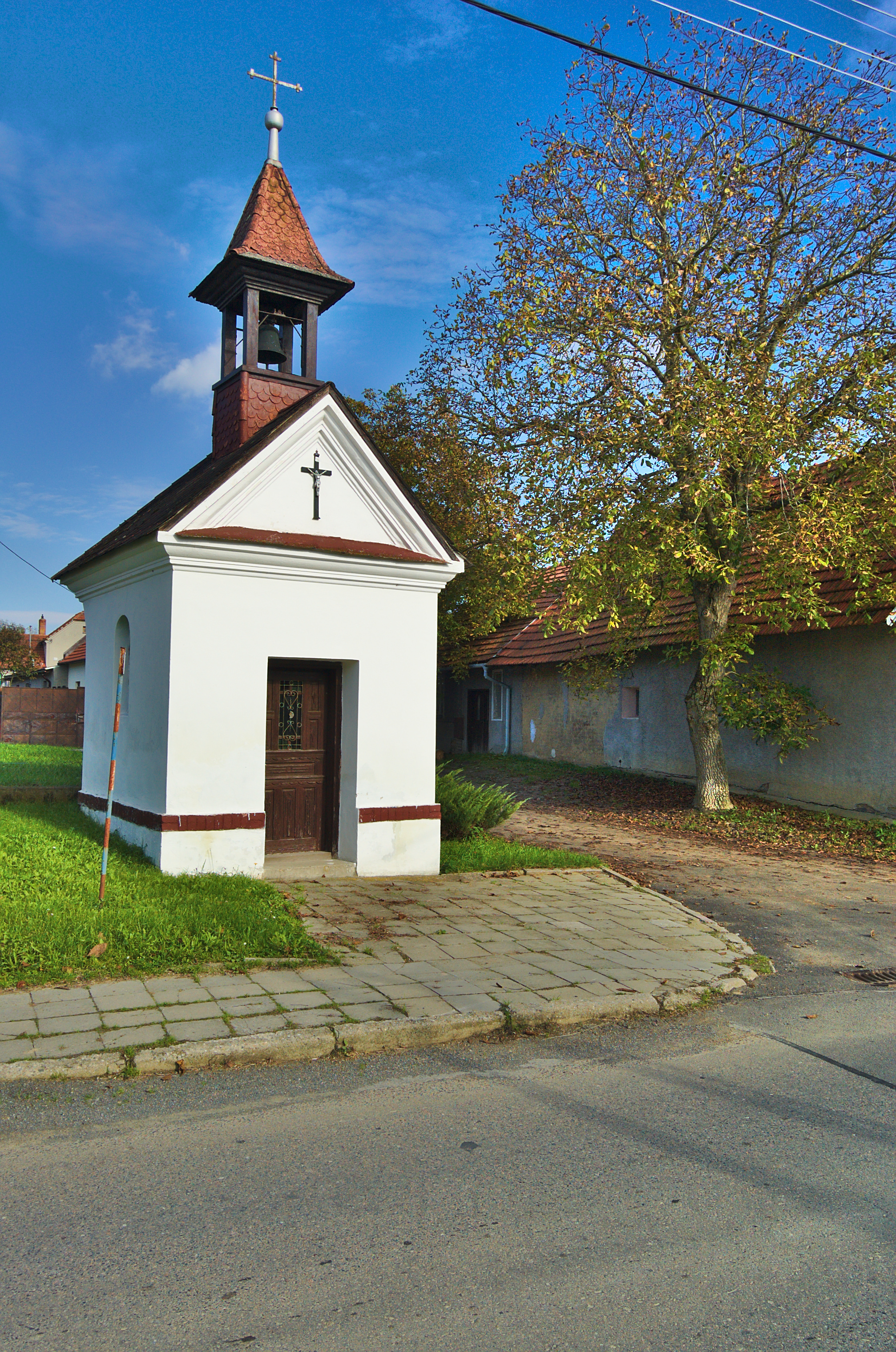
Chapelle à Štarnov.
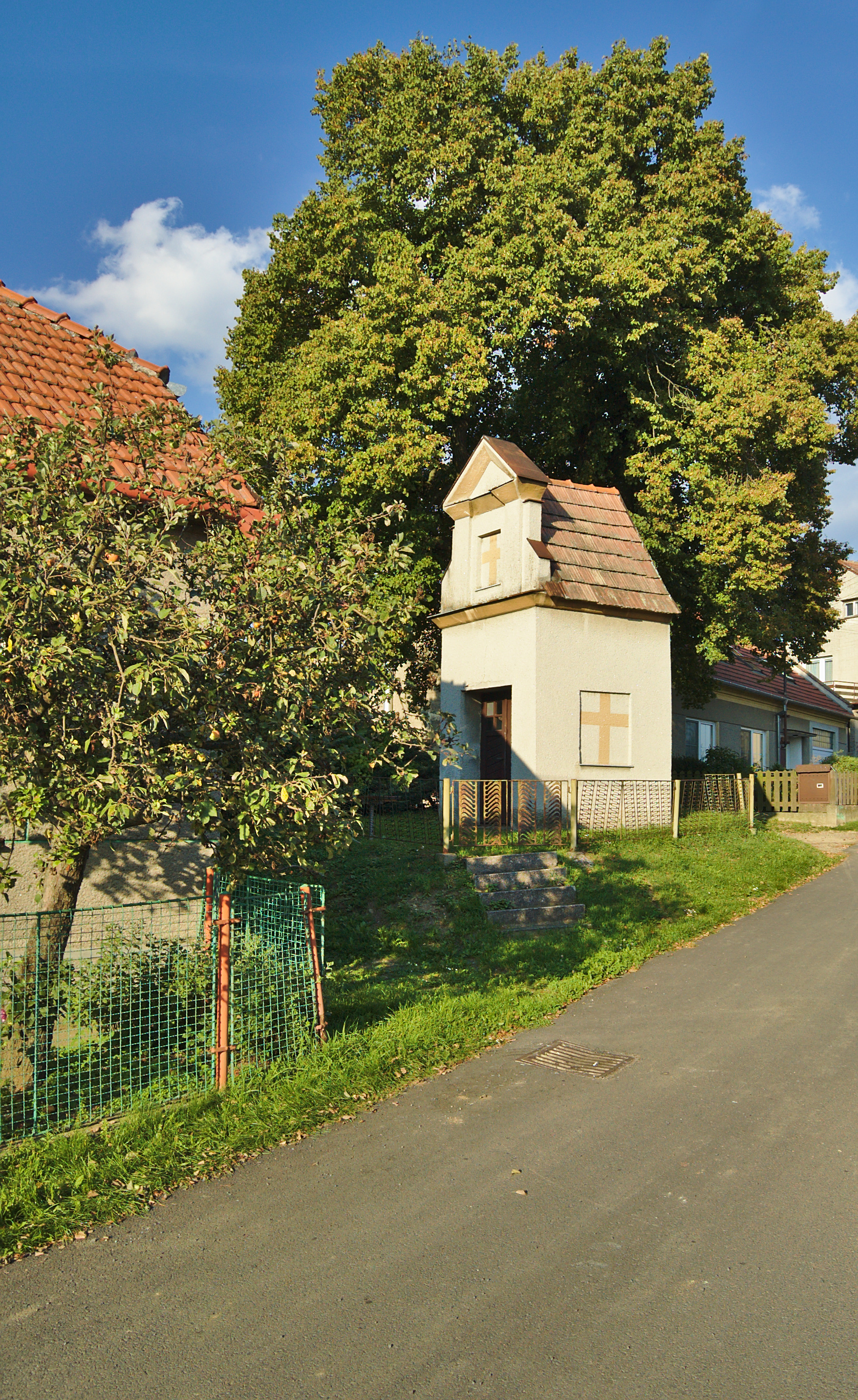
Chapelle Sainte-Barbara.

## Transports
Par la route, Přemyslovice se trouve à 7 km de Konice, à 16,5 km de Prostějov, à 25 km d'Olomouc et à 241 km de Prague.